# Tanna infuscata
Tanna infuscata és una espècie d'hemípter auquenorrinc de la família dels cicàdids.